# Saint-Savinien
Saint-Savinien je naselje in občina v zahodnem francoskem departmaju Charente-Maritime regije Poitou-Charentes. Leta 2006 je naselje imelo 2.384 prebivalce.

## Geografija
Kraj leži v pokrajini Saintonge ob reki Charente, 17 km severno od njenega središča Saintes.

## Uprava
Saint-Savinien je sedež istoimenskega kantona, v katerega so poleg njegove vključene še občine Annepont, Archingeay, Bords, Champdolent, Fenioux, Grandjean, Le Mung, Les Nouillers, Taillant in Taillebourg s 7.005 prebivalci.
Kanton Saint-Savinien je sestavni del okrožja Saint-Jean-d'Angély.

## Zanimivosti
- romanska cerkev Saint-Savinien iz 12. in 13. stoletja, francoski zgodovinski spomenik (od 1910),
- romanska cerkev Saint-Germain iz začetka 12. stoletja, prenovljena v 19. stoletju,
- romanska cerkev Marijinega Vnebovzetja iz 12. stoletja,
- avguštinska opatija iz 13. stoletja,
- grad Château de La Cave iz 13. stoletja.